# 剤盛堂薬品
剤盛堂薬品株式会社（ざいせいどうやくひん）は和歌山市に本社を置く製薬会社である。

## 概要
「ホノミ漢方」というのは独自の言葉であるが、この会社では「因幡の白ウサギ」の話が日本最古の治療行為であると考え、蒲の穂の「穂」と「実る」をあわせて「ホノミ」としている。
「ホノミ漢方会」という組織に加盟する薬局・薬店専売で取り扱う漢方薬や生薬製剤が主体であるが、製品名には漢方の名称を入れずにカタカナのブランド名とすることが多い。

## 主な製品
- エスマーゲン【第2類医薬品】（胃腸薬） - 顆粒剤の他に、錠剤の「エスマーゲン錠」もある。
- オルスビー錠【第3類医薬品】（消化薬）
- ヒューゲン【第2類医薬品】（鎮咳去痰薬） - 処方改良により、錠deux（ドゥ）と顆粒deuxの2種類となった。
- エッキ錠【第3類医薬品】（女性病薬）
- ハニドール【第2類医薬品】（瀉下薬(便秘薬)）
- ホノビエン錠deux【第2類医薬品】（鼻炎用内服薬）
- デプロキdeux【第2類医薬品】（解熱鎮痛薬） - 従来の「デプロキ【指定第2類医薬品】」の処方をベースに、エテンザミドからアセトアミノフェンに変更した製品。
- デーチカ【第3類医薬品】（鎮痛消炎薬）
- ホノピレチン【指定第2類医薬品】（かぜ薬） - 第2類医薬品に区分される鎮咳去痰薬もあり、こちらは処方改良により『ホノピレチン「せき」deux』となった。
- ネバシー【第2類医薬品】（アレルギー用薬）
- 赤色ワグラス軟膏【第3類医薬品】（創傷性皮膚疾患用薬） - 紫雲膏を独自改良した製品[2][3]。
- アンカビンmic【第2類医薬品】（水虫・たむし用薬）
- ホノザルベ【第2類医薬品】（鎮痒消炎薬）
- ネオトラバングリーン【第2類医薬品】（殺菌消毒薬）
- パナパール【第3類医薬品】（生薬主体保健薬） - カプセル剤のほかに、錠剤の「パナパール錠」もある。